# Брусилов (Черниговская область)
Бруси́лов (укр. Бруси́лів) — село Черниговского района Черниговской области Украины. Население 1 064 человек.
Код КОАТУУ: 7425583503. Почтовый индекс: 15531. Телефонный код: +380 462.

## Церковь Архистратига Михаила

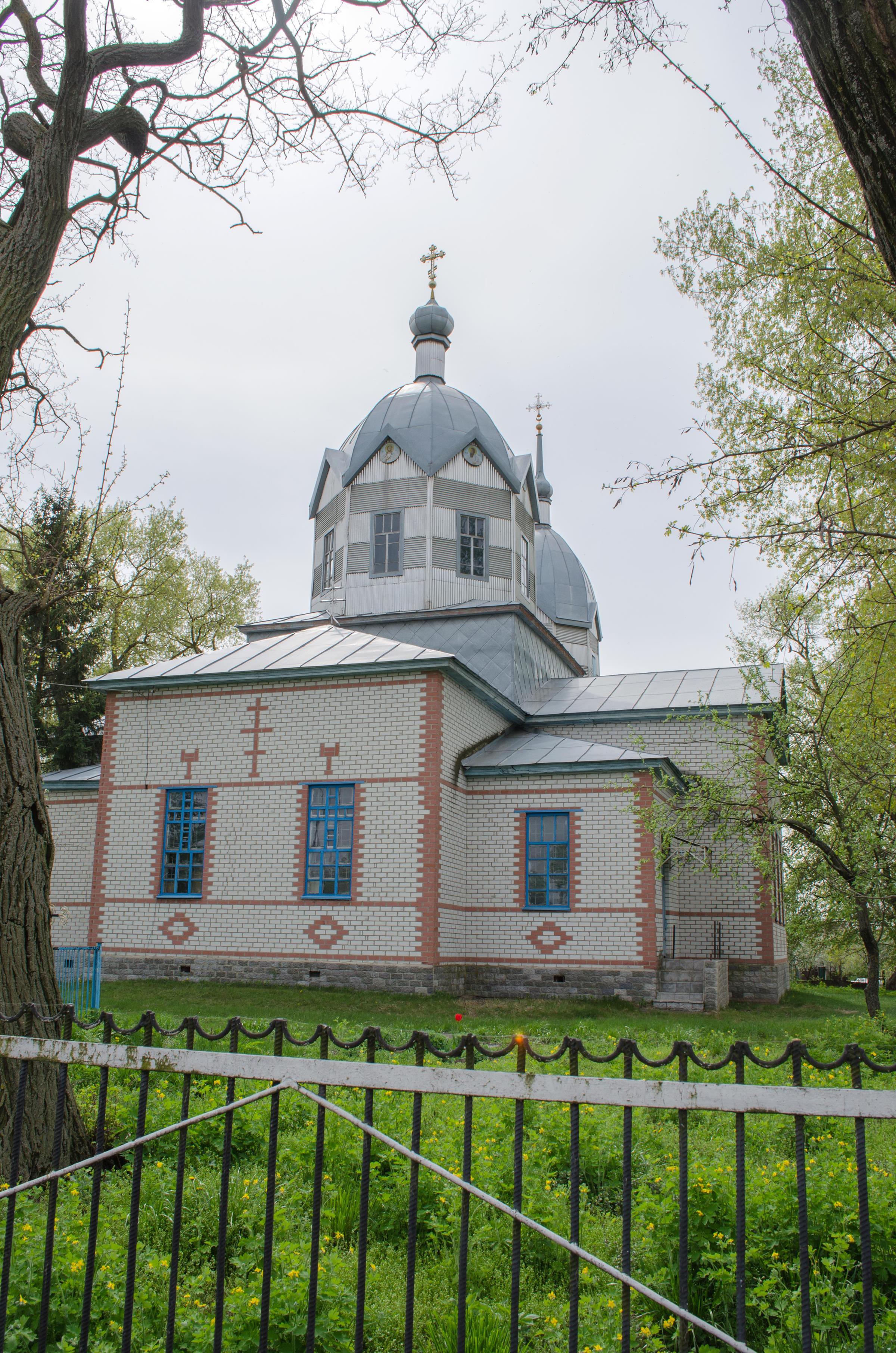
Храм Архистратига Михаїла

## Власть
Орган местного самоуправления — Киселёвский сельский совет. Почтовый адрес: 15530, Черниговская обл., Черниговский р-н, с. Березанка, ул. Молодёжная, 10.

## Галерея

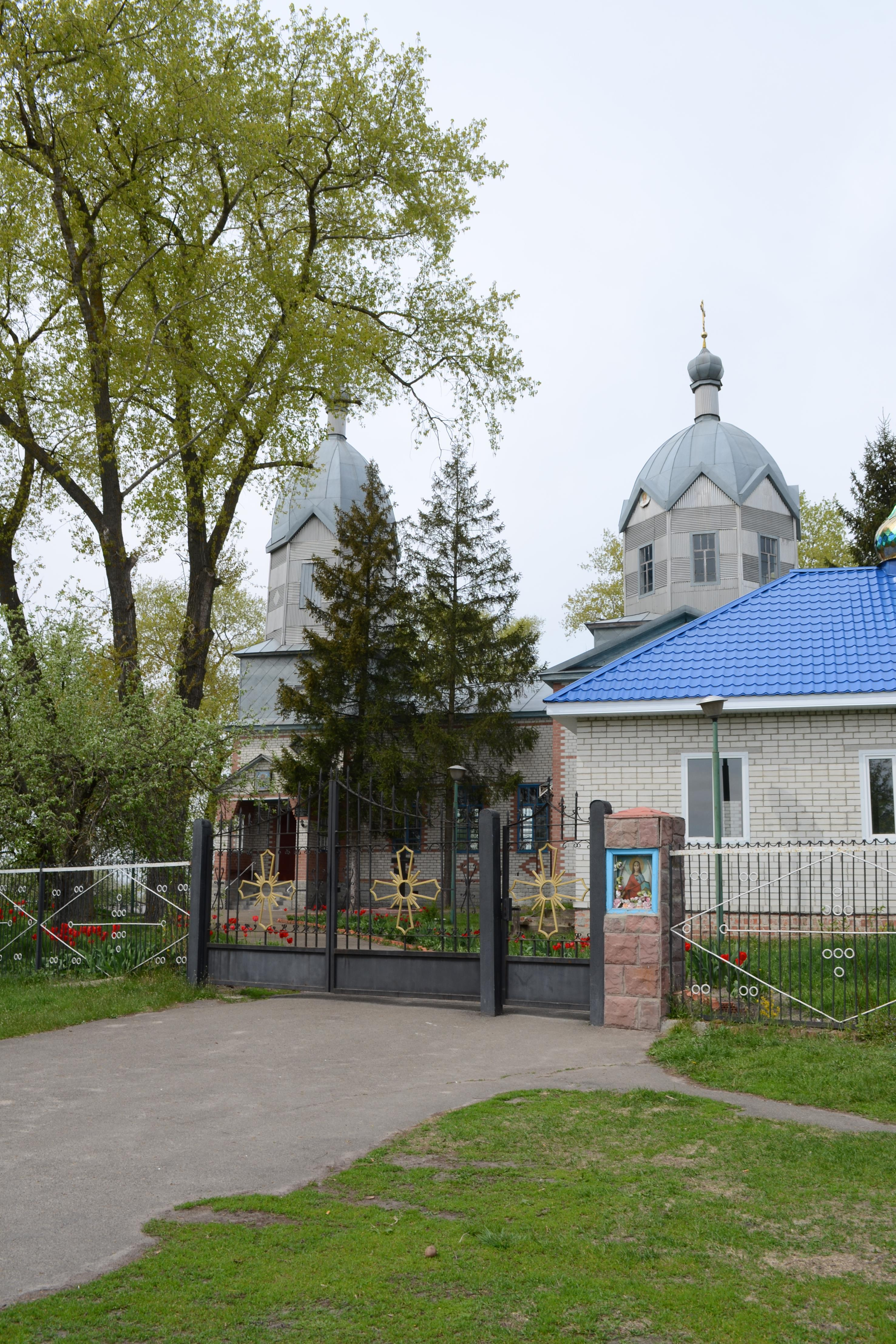
Церковь
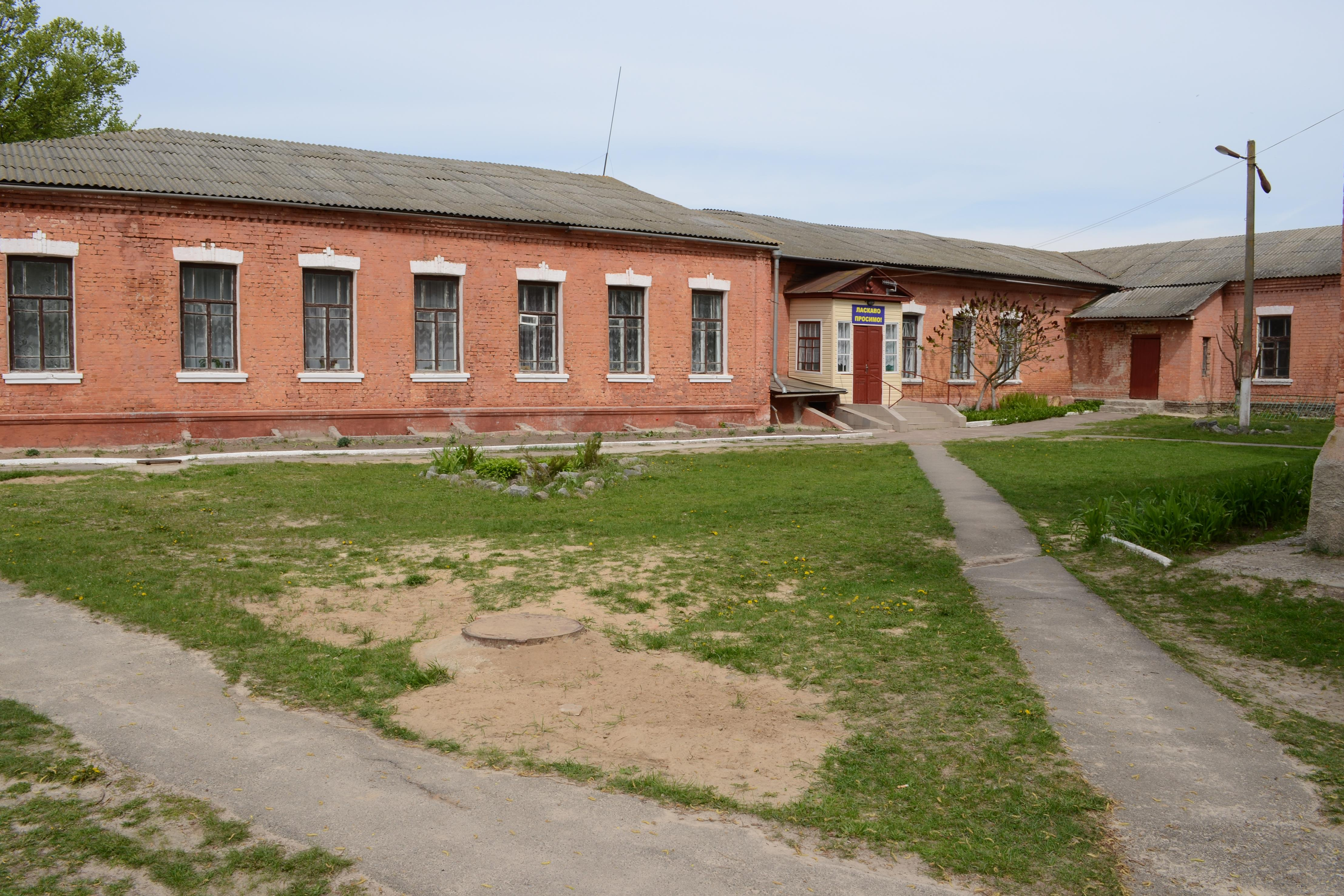
Школьный двор
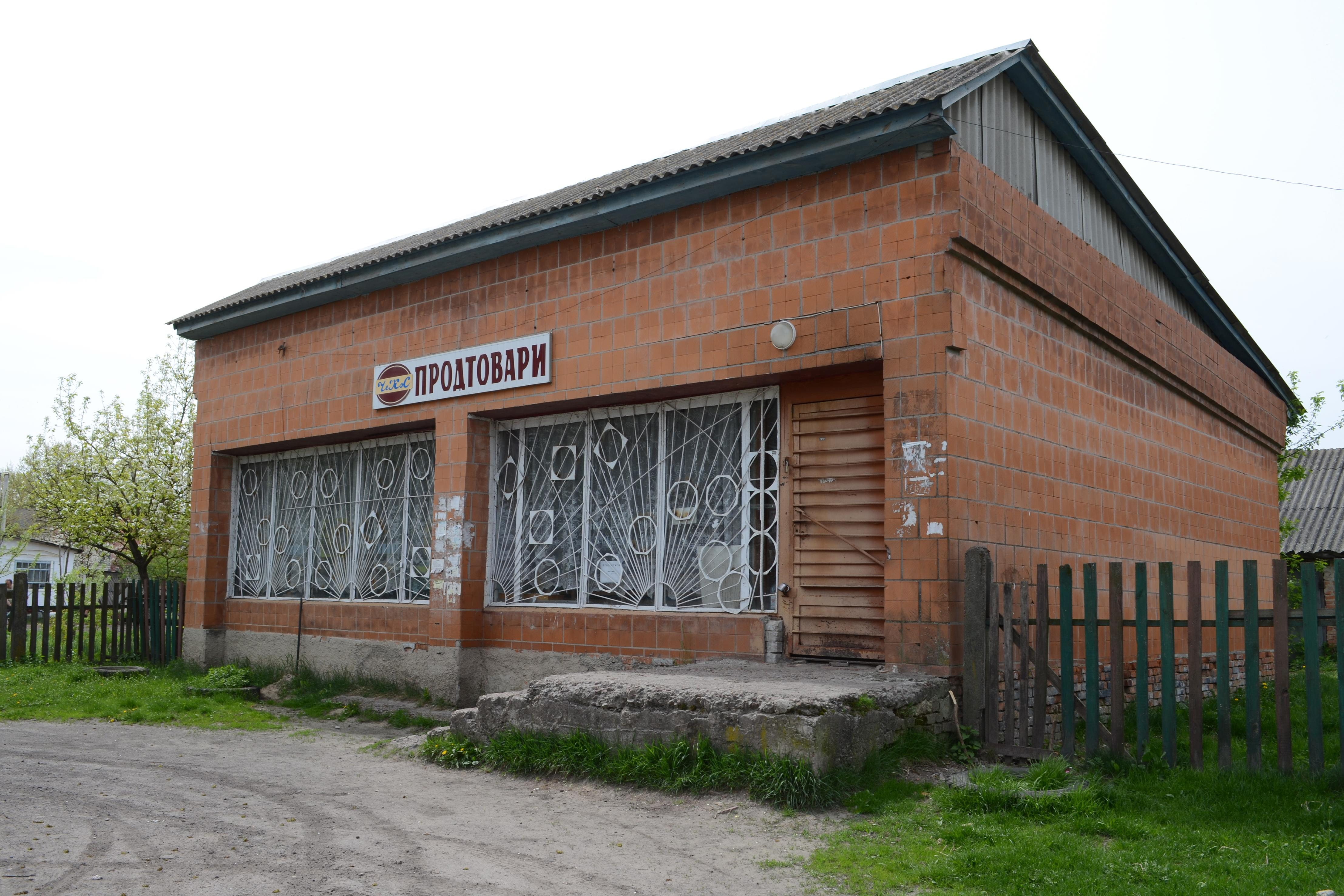
Магазин
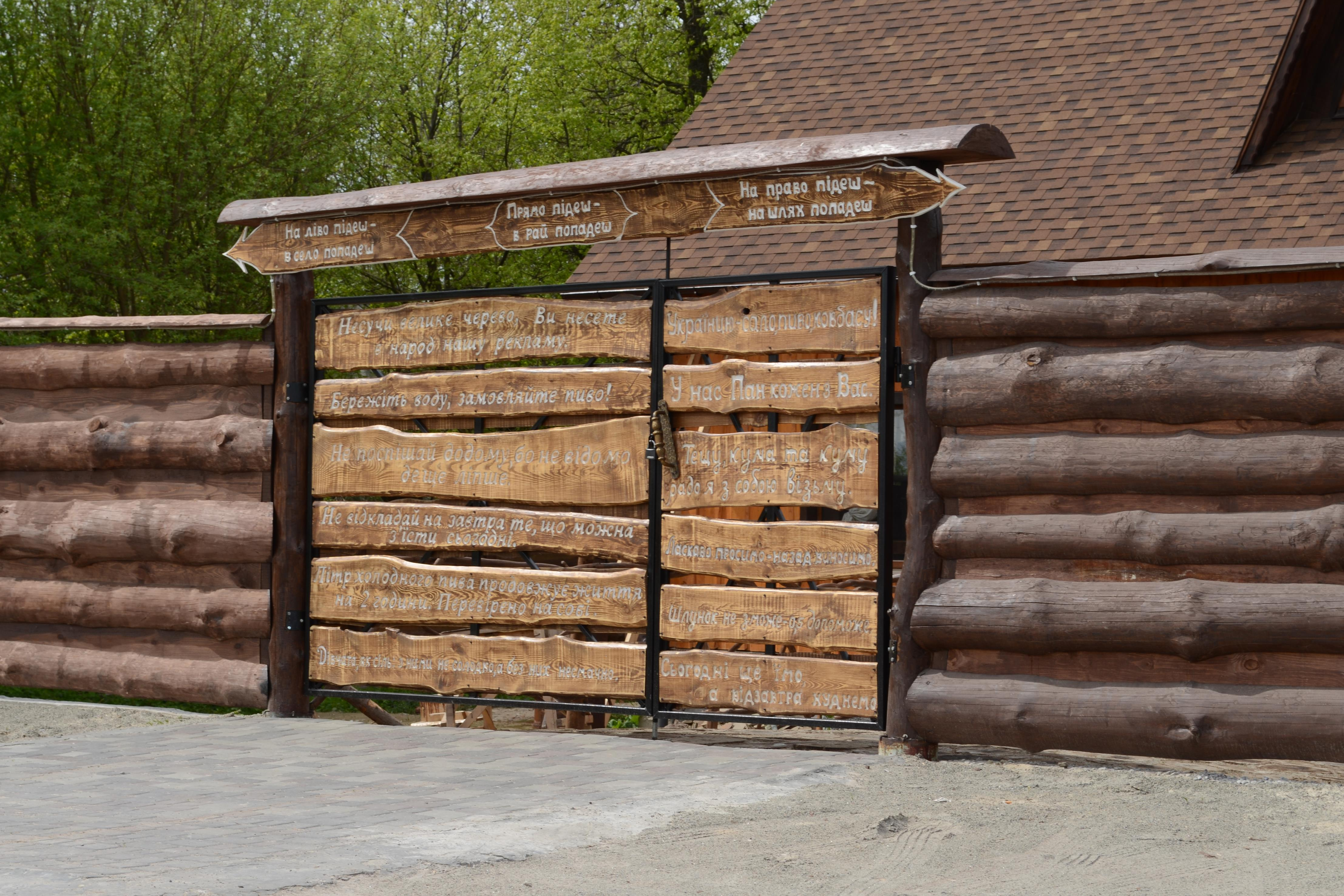
Ворота "Панской хаты"
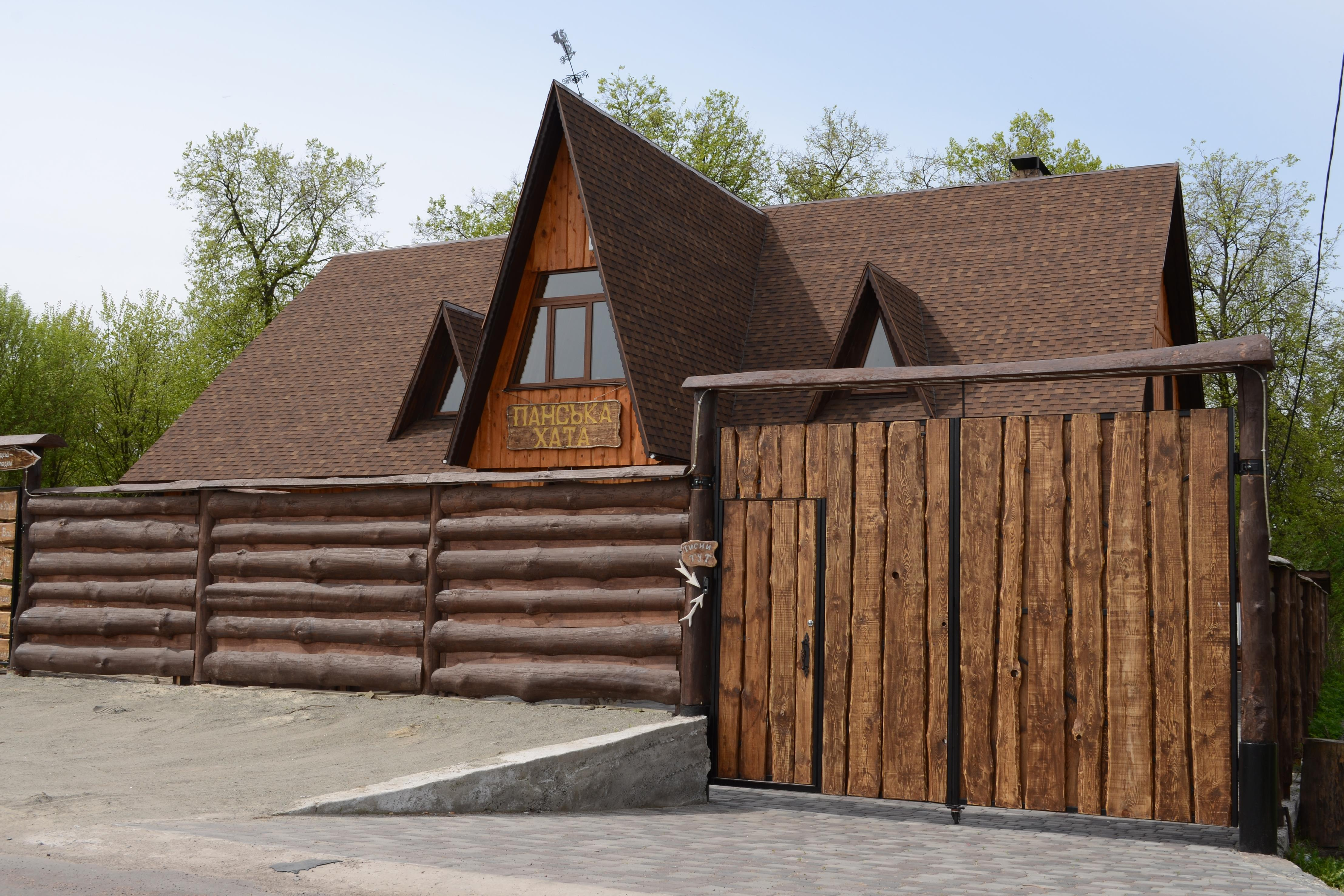
"Панська хата"